# ۱۳۱۴۹ هایزنبرگ
سیارک ۱۳۱۴۹ هایزنبرگ (به انگلیسی: 13149 Heisenberg، نامگذاری:1995EF8) سیزده هزار و صد و چهل و نهمین سیارک کشف شده‌است که در ۴ مارس ۱۹۹۵ کشف شد.
قدر مطلق سیارک برابر ۱۳٫۶۰ است.
این سیاره به افتخار ورنر هایزنبرگ نام گذاری شده‌است.